# DMV Anaconda
De DMV Anaconda is een terreinvoertuig ontwikkeld door Dutch Military Vehicles (DMV) voor het Nederlandse ministerie van Defensie. Het voertuig is gebaseerd op de Iveco Daily. Het voertuig is ontwikkeld nadat de Mercedes-Benz G 'Wolf' aan vervanging toe was. Het voertuig is speciaal ontwikkeld voor het Korps Mariniers op Caribisch Nederland. Na de ontwikkeling van de Anaconda Carib heeft DMV drie extra typen gemaakt waarvan de Anaconda AAT (ANTI TROOP AMOUR) aan het Korps Mariniers in Nederland is geleverd.

## Ontwikkeling
Het Korps Mariniers reed op Curaçao in 40 Mercedes-Benz G280 CDI’s, deze auto's konden niet aan de eisen van het korps voldoen en moesten vervangen worden. Dutch Militairy Vehicles, vroeger DEBA Bedrijfswagens b.v. werd geselecteerd voor de klus. Het voertuig is gebaseerd op de Iveco Daily. Na 35 stuks te hebben afgeleverd voor Caribisch Nederland is die order met nog eens elf stuks vergroot. Daarbij is er een nieuwe order opgemaakt voor 16 AnacondA AAT (Anti Armour Troop); deze vervangen de verouderde Landrovers bij het Korps Mariniers.

## Typen

### Anaconda Carib
De Anaconda Carib is speciaal gemaakt volgens de eisen die het ministerie van Defensie stelde. Het voertuig moest naast defensieve taken humanitaire hulp kunnen bieden in moeilijk te begaan terrein.

### AnacondA AAT
De Anaconda AAT is speciaal ontworpen voor het Korps Mariniers. Het is een gesloten versie waarbij deuren en ramen te demonteren zijn.

### Anaconda MUV
De Anaconda MUV (Multiuse Vehicle) is een voertuig dat voor transport dient, het kan zowel personen als goederen op moeilijk begaanbaar terrein verplaatsen.

### Anaconda SOF
De Anaconda SOF (Special Operations Force) is gebaseerd op de Anaconda MUV, is geschikt voor helikoptertransport en kan voor bijna elke missie gespecialiseerd worden. Veel onderdelen kunnen verplaatst of van het voertuig afgehaald worden. Bij een gehele configuratie kan er een crossmotor achterop het voertuig geplaatst worden.